# Direitos sociais
Direitos sociais são os direitos que visam garantir aos indivíduos o exercício e usufruto de direitos fundamentais em condições de igualdade, para que tenham uma vida digna por meio da proteção e garantias dadas pelo estado de direito.

## História
Os direitos sociais foram conquistados ao longo de séculos, sendo a maioria deles conquistada no século XX por meio da pressão de movimentos sociais e de trabalhadores. Caracterizam-se por serem direitos fundamentais e necessariamente sujeitos à observância do Estado. A demanda por direitos sociais teve origem no século XIX, com o advento da Revolução Industrial. Eles foram, primeiramente, estabelecidos pelas constituições Mexicana em 1917 e de Weimar em 1919, sendo positivados no âmbito internacional em 1948 por meio da Declaração Universal dos Direitos Humanos, proclamada pela Assembleia Geral das Nações Unidas, e mais tarde detalhados no Pacto Internacional dos Direitos Econômicos, Sociais e Culturais, em 1966.

## Direitos sociais no Brasil
O Pacto Internacional das Nações Unidas de 1966 foi adotado pelo Brasil em 1992 e refletiu-se na Constituição da República Federativa do Brasil de 1988 e na sua emenda constitucional de 2010, resultando nos seguintes direitos definidos por seu Artigo 6º:
- a educação
- a saúde
- a alimentação
- o trabalho
- a moradia
- o transporte
- o lazer
- a segurança
- a previdência social
- a proteção à maternidade e à infância
- a assistência aos desamparados

A Declaração Universal dos Direitos Humanos e o Pacto Internacional de Direitos Econômicos, Sociais e Culturais são mais abrangentes e ao mesmo tempo detalhados do que os direitos previstos no Artigo 5º da Constituição Brasileira. Os demais direitos estão positivados em outros artigos constitucionais e regulamentados por outros complexos conjuntos de leis.

### Emenda Constitucional Nº 90, de 15 de setembro de 2015
Dá nova redação ao artigo 6º da Constituição Federal, para introduzir o transporte como direito social.

### O direito à educação no Brasil
A Constituição Federal afirma que a educação é um direito de todos e um dever do Estado e da família, que visa ao pleno desenvolvimento da pessoa e seu preparo para o exercício da cidadania.
Sobre o direito à educação, o "Estatuto da Criança e do Adolescente" estabelece as seguintes responsabilidades do Estado:
- Oferta do Ensino Fundamental, obrigatório e gratuito, e progressiva extensão da obrigatoriedade e gratuidade para o Ensino Médio;
- Oferta de creche e pré-escola para as crianças de 0 a 5 anos (alterado pela lei n. 13.306/2016 - art. 54, IV, ECA);
- Oferta de ensino noturno regular para atender ao adolescente trabalhador;
- Atendimento especializado para portadores de necessidades especiais;
- Obrigatoriedade dos pais de matricular seus filhos na escola, definindo, como direito dos responsáveis, participar da definição das propostas educacionais;
- Garantia de oferta de ensino de boa qualidade.

### A efetividade dos direitos sociais no Brasil
Os direitos sociais, apesar de expressos em diversas legislações nacionais, não estão totalmente assegurados a todos. Alguns deles podem ser alterados, como os relacionados à previdência e ao trabalho, cujas garantias estão sob debate e podem ser profundamente alteradas. 

## Direitos Sociais em Portugal
Portugal também assinou o Pacto Internacional de Direitos Econômicos, Sociais e Culturais em 1976 e o ratificou em 1978. A Constituição da República Portuguesa menciona os "direitos fundamentais" e, em seu Artigo 9º, ao definir as tarefas fundamentais do Estado, estabelece: "(d) promover o bem-estar e a qualidade de vida do povo e a igualdade real entre os portugueses, bem como a efetivação dos direitos econômicos, sociais, culturais e ambientais, mediante a transformação e modernização das estruturas económicas e sociais". Em Portugal, define-se como o conjunto de normas que regulam a cumplicidade da população em termos da igualdade e da obediência das normas estaduais.